# Soloviivka, Simferopol
Soloviivka (în ucraineană Солов'ївка) este un sat în comuna Mazanka din raionul Simferopol, Republica Autonomă Crimeea, Ucraina.

## Demografie
Componența lingvistică a localității Soloviivka
     Rusă (71,62%)
     Tătară crimeeană (21,62%)
     Ucraineană (6,76%)
Conform recensământului din 2001, majoritatea populației localității Soloviivka era vorbitoare de rusă (71,62%), existând în minoritate și vorbitori de tătară crimeeană (21,62%) și ucraineană (6,76%).